# Parafia św. Maksymiliana Kolbe w Gdańsku
Parafia św. Maksymiliana Kolbe w Gdańsku – parafia rzymskokatolicka usytuowana w Gdańsku. Należy do dekanatu Gdańsk-Siedlce, który należy z kolei do archidiecezji gdańskiej.
Obecnym proboszczem parafii jest ks. Piotr Toczek.

## Historia
- 1982 – ustanowienie parafii